# Tacaniça

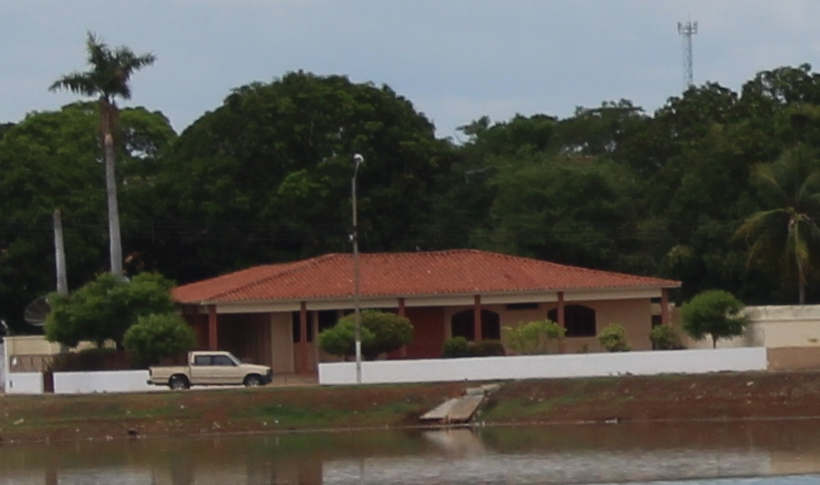
Teto no estilo tacaniça.

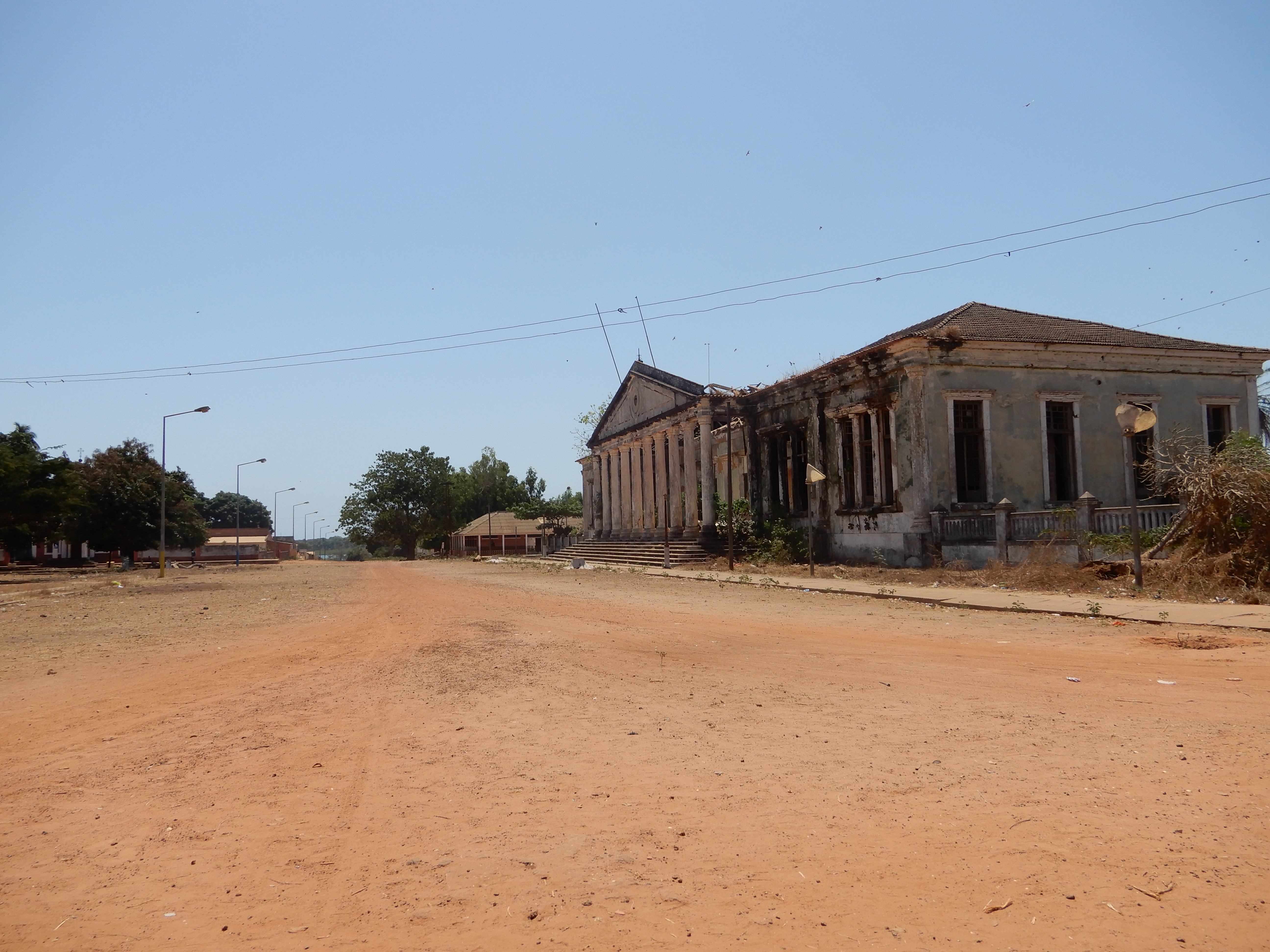
Palácio de Bolama em Guiné-Bissau com teto no modelo arquitetônico em tacaniça.

Tacaniça, em arquitetura, é a parte do telhado que cobre os lados do edifício indo da cumeeira ao ângulo que encontra as paredes das laterais, ou da fachada, formando telhados de 4 águas em formato  piramidal.